# Chie Yoshizawa
Chie Yoshizawa (Arakawa, 9 luglio 1983) è un'ex pallavolista giapponese.
Giocava nel ruolo di schiacciatrice.

## Carriera
La carriera di Chie Yoshizawa inizia a livello scolastico, con la Kyoei High School. Nella stagione 2002-03 inizia la carriera professionistica con le Takefuji Bamboo; durante il lungo sodalizio col club, durato ben sette stagioni, disputa è finalista in V.League nell'edizione 2002-03. Nel 2005 debutta in nazionale, prendendo parte al World Grand Prix ed alla Grand Champions Cup; tuttavia esce fuori dal giro della nazionale già dall'anno dopo.
Nella stagione 2009-10 gioca per la prima volta in un campionato estero, di sputando la Superliga spagnola con Club Voleibol Tenerife. Le sue prestazioni le valgono il rientro in nazionale nell'estate del 2010, dove però disputa solo tornei minori come il Montreux Volley Masters e la Piemonte Woman Cup, vinta proprio dalla selezione giapponese.
Nella stagione 2010-2011 rientra in Giappone, ingaggiata dalle JT Marvelous, vincendo subito il suo primo scudetto ed il suo primo Torneo Kurowashiki, competizione che si aggiudica anche nell'edizione successiva. Si ritira al termine della stagione 2012-13.

## Palmarès

### Club
- Campionato giapponese: 1

2010-11
- Torneo Kurowashiki: 2

2011, 2012

### Nazionale (competizioni minori)
- Piemonte Woman Cup 2010

### Premi individuali
- 2006 - Torneo Kurowashiki: Sestetto ideale
- 2008 - Torneo Kurowashiki: Sestetto ideale